# Ytre Kobbholmen
 (février 2022).
Pour les articles homonymes, voir Kobbholmen.
Ytre Kobbholmen, aussi appelée Fávlesuolu en same, est une petite île de Norvège située dans la commune de Sør-Varanger dans la mer de Barents. 

## Géographie
L'îlot se trouve dans le Kobbholmfjorden.
Elle dispose d'un signal en cas de brouillard.